# Der Eisbrecher (Zeitschrift)
Der Eisbrecher (Eigenschreibweise: der eisbrecher) ist eine Zeitschrift der deutschen Jugendbewegung. Die erste Ausgabe erschien im Oktober 1932. Nach dem Zweiten Weltkrieg wurde der Zeitschriftentitel 1960 erneut aufgenommen; bis heute erscheint die Zeitschrift bis zu dreimal jährlich im Verlag der Jugendbewegung.
In den 1930er Jahren vermittelte Der Eisbrecher Stil und Inhalte der dj.1.11 an ein größeres Publikum aus anderen Bünden und wirkte dadurch prägend auf die Endphase der Bündischen Jugend.
In der Nachkriegszeit gab es mehrere Versuche, an die jungenschaftlichen Publikationen der Vorkriegszeit anzuknüpfen. Einer dieser Versuche war 1960 die noch heute erscheinende Publikation Der Eisbrecher, die – mit ihrer Schwesterzeitschrift Stichwort (früher Mannschaft) und der gemeinsamen Beilage Buschtrommel – als wichtigstes Forum der durch die Jugendbewegung geprägten Bünde und Verbände gilt.

## Gründung und Verbot
Seit Juli 1930 gab Eberhard Koebel die Zeitschrift Das Lagerfeuer heraus, die sich gestalterisch an der Bauhaus-Bewegung und der damit verbundenen Kleinschreibung orientierte. Wegen finanzieller Probleme musste sie eingestellt werden.
Im Verlag Günther Wolff in Plauen gründete er daraufhin die „Monatsschrift der Jungen“ mit dem Titel Der Eisbrecher. Die erste Ausgabe erschien im Oktober 1932, offizielle Herausgeber waren abwechselnd Günther Wolff und Jochen Hene. Eberhard Koebel konnte selbst nicht als Herausgeber auftreten, da er sich kurz vorher öffentlich zum Kommunismus bekannt hatte. Von Anfang 1933 bis Anfang 1934 war Eberhard Koebel dann Herausgeber, dies wurde durch seine Verhaftung beendet. Nach seiner Emigration erschienen noch Artikel von ihm unter Pseudonym. Im Juni 1935 wurde der eisbrecher im Zusammenhang der Verfolgung der Bündischen Jugend von der Gestapo verboten, Günther Wolff, Jochen Hene und andere wurden verhaftet.

## Erscheinen nach 1960
Seit 1951 erschien im Südmarkverlag in Heidenheim an der Brenz die Zeitschrift Das Kohtenkreuz als Publikation der Deutschen Freischar. Sie gewann mit der Zeit zahlreiche Leser aus anderen Bünden und Verbänden und wurde deshalb 1960 in Der Eisbrecher umbenannt, um die gewachsene Bedeutung als dann wichtigste Zeitung in der jugendbewegten Szene zu dokumentieren.
Mit der Umbenennung konnten zahlreiche prominente Autoren für die Zeitschrift gewonnen werden, zu ihnen zählten Alexej Stachowitsch, Werner Helwig, Walter Scherf, Hein und Oss Kröher, Max Himmelheber, Erik Martin, Lothar Sauer und Walter Sauer.

## Gegenwart
Der Eisbrecher erscheint dreimal im Jahr im Verlag der Jugendbewegung. Die Redakteure sind, wie alle Mitarbeiter in diesem Verlag, ehrenamtlich tätig und selbst in den Gruppen und Bünden der gegenwärtigen Bündischen Jugend aktiv. Als Beilage erscheint die Buschtrommel mit aktuellen Nachrichten aus der Bündischen Jugend und der Pfadfinderbewegung.